# قرار مجلس الأمن التابع للأمم المتحدة رقم 1944
قرار مجلس الأمن التابع للأمم المتحدة رقم 1944، الذي تم تبنيه بالإجماع في 14 أكتوبر 2010، بعد الإشارة إلى القرارات السابقة بشأن هايتي، بما في ذلك القرارات 1542 (2004)، 1576 (2004)، 1608 (2005)، 1658 (2006)، 1702 (2006)، 1743 (2006) و1780 (2007) و1840 (2008) و1892 (2009) و1908 (2010) و1927 (2010)، جدد المجلس ولاية بعثة الأمم المتحدة لتحقيق الاستقرار في هايتي حتى 15 أكتوبر 2011 .

## القرار

### أعمال
بموجب الفصل السابع من ميثاق الأمم المتحدة، تم تمديد ولاية بعثة الأمم المتحدة لتحقيق الاستقرار في هايتي حتى 15 أكتوبر 2011 بـ 8940 جنديًا و4391 شرطيًا، مع نية التجديد مرة أخرى. أقر القرار أن هايتي وشعبها هم المسؤولون في نهاية المطاف عن استقرار البلاد وأن انتخابات حرة ونزيهة شرط مسبق هام.
وطُلب من البعثة مواصلة الأنشطة المختلفة في هايتي، بما في ذلك تدريب الشرطة الوطنية الهايتية والتصدي للجريمة وحماية حقوق الإنسان والإصلاح القضائي وأنشطة تعزيز ثقة سكان هايتي تجاه بعثة الأمم المتحدة. وأدان المجلس العنف ضد الأطفال والاعتداء على النساء والفتيات وطالب الأمين العام بان كي مون بإيلاء الاهتمام لهذه المسألة في تقاريره المقبلة عن الوضع في هايتي.